# Гольденбланк, Борис Михайлович
Бори́с Миха́йлович Гольденбла́нк (4 сентября 1926, Яссы — 10 января 2015, Гвадалахара) — советский и российский кинорежиссёр, сценарист, преподаватель. Заслуженный деятель искусств РСФСР (1983). Последние годы жизни работал в Мексике.

## Биография
Родился 4 сентября 1926 года в Яссах (Румыния) в бедной семье; родители — Мендель Мотелевич Гольденбланк (1896—1961) и Сима Боруховна (Сали Борисовна) Гольденбланк (в девичестве Вайнберг, 1896—1953), уроженцы Кишинёва. Обучению в местной школе помешало наступление нацистских войск и бомбардировки, из-за которых были утеряны все личные документы. Бежав на Восток, добрался до Урала. Во время Великой Отечественной войны проходил обучение в советской школе, где получил документы с другой датой рождения — 20 марта 1928 года (больше никогда не менял). Окончил среднюю школу в 1945 году уже в Кишинёве. 
В 1946 году поступил на режиссёрское отделение во Всесоюзный государственный институт кинематографии, (мастерская Сергея Эйзенштейна). Окончив ВГИК в 1952 году, начал работать в научно-популярном кино на киностудии «Моснаучфильм». В 1975 году возглавил Объединение географических фильмов «Центрнаучфильма».
Член КПСС с 1958 года. Член Союза кинематографистов СССР (Москва), дважды с 1970 по 1978 и с 1987 по 1990 годы становился президентом секции документальных фильмов при Союз кинематографистов СССР. Член Гильдии кинорежиссёров России, с 1975 по 1989 год преподавал во ВГИКе.
 В 1980 и 1989 годах становился членом жюри Московского фестиваля документального кино. Работы режиссёра отмечены призами и наградами на международных кинофестивалях в Англии, Венгрии, Италии, Чехословакии, России, Уругвае, Аргентине и Мексике. Лауреат премии имени М. В. Ломоносова (1975), заслуженный деятель искусств РСФСР (21 июля 1983).
В 1990 году в Гвадалахаре, навещая вышедшую замуж за мексиканца дочь, познакомился с Даниэлем Варелой, руководителем факультета телевидения и видео Университета Гвадалахары, который предложил ему начать преподавать там курс документального кино. Совпав по времени с начавшимся в 90-е годы спадом советского кинопроизводства, предложение было принято и в 1991 году Гольденбланк вместе с семьёй эмигрировал в Мексику.
С 1991 по 1997 год занимал должность профессора кинопроизводства на факультете телевидения и видео Гвадалахарского университета, затем — заведующего кафедрой документального кино в области аудиовизуального искусства для бакалавриата, а с 2002 года и магистратуры. Заслуженный профессор Гвадалахарского университета, член Учёного совета при Университетском центре художественной архитектуры и дизайна (CUAAD), основатель журнала Prometeo, член Попечительского совета Международного кинофестиваля в Гвадалахаре, а также неоднократный член жюри фестиваля. Входил в Федерацию школ изображения и звука Латинской Америки (FEISAL).   
Скончался 10 января 2015 года у себя дома от сердечного приступа. Похоронен в районе Ладрон-де-Гевара Гвадалахары, проспект Америки, 225.

## Фильмография
- 1956 — Рождение сада (совм. с Я. Миримовым)[10]
- 1958 — Хочу всё знать № 7
- 1959 — В чудесном саду (совм. с Я. Миримовым)[10]
- 1962 — Всё началось с велосипеда[11]
- 1962 — Сева лечит друга
- 1965 — Рыцарь Вася
- 1966 — Карнавал животных
- 1967 — Защитникам Москвы посвящается[12]
- 1969 — Наш девятый (также автор сценария)
- 1970 — В музей пришёл отряд (также соавтор сценария)
- 1970 — Дети и война[10]
- 1971 — На лося с лайками (также автор сценария)
- 1971 — На перелётах (также автор сценария)
- 1971 — Охота на волка с флажками (также автор сценария)
- 1971 — Рассказы об охоте[13]
- 1971 — Тетеревиный ток
- 1972 — Всемирный форум охотников (также автор сценария)[14]
- 1975 — Судьба диких животных (Охрана природы в СССР и ЧССР)[10]
- 1976 — Воспоминание о Шостаковиче[15]
- 1977 — Битва за воду (также соавтор сценария)
- 1978 — Где берёт разбег Енисей (также автор сценария)[16]
- 1979 — На полюс! (также соавтор сценария)[17]
- 1981 — Бороться и искать[18]
- 1981 — Шостакович — композитор и время[19]
- 1982 — Самый северный маршрут (также автор сценария)[20]
- 1983 — Московский родник[21]
- 1983 — Альманах кинопутешествий № 179—188
- 1985 — Долина[22]
- 1986 — Первый нарком[23]
- 1986 — Товарищ Красин уполномочен[24]
- 1987 — Имена на карте. В Камчатку…[25]
- 1990 — Вариант без выбора[26]
- 1992 — Инновации и традиции / Innovación y tradición
- 1993 — Апрель, самый жестокий месяц / Abril el mes más cruel (также автор сценария)
- 1994 — Эти дома того времени / Estas casas que vez
- 1995 — Башня / La torre
- 1995 — Фернандо дель Пасо, штрихи к портрету / Fernando del Paso, trazos para un retrato
- 2002 — Страсть к танцу / Pasión por la danza
- 2007 — Голоса метро / Voces del subterráneo (также автор сценария)[27]

## Премии и награды
- «В саду чудес» — диплом в области международного Эдинбургского кинофестиваля, Великобритания, 1956.
- «История охоты» — диплом жюри премии и за лучшую режиссуру на фестивале в Будапеште, Венгрия, 1965.
- «В поле» — премии на кинофестивале и спортивных поездок в Д'Ампесо Кортина, Италия, 1964.
- «Судьба животных» — приз на кинофестивале Эко в г. Острава, Чехословакия, 1968.
- «Бой» и «поиск» — Первый приз в фестивале документального кино в Москве, 1972.
- «Апрель, самый жестокий месяц» — Почётный диплом жюри VideoFilVideo в 1993 году в Гвадалахаре, Халиско, Мексика.
- Выбор входного 1994 года в Монреале, Канада.
- Особо к управлению на второй Латинской Америки фестиваль видео в Росарио, Аргентина, в 1994 году.
- Премия за лучший документальный на латиноамериканском пространстве видео и видео премии Латинского союза, в ходе XIII Международном кинофестивале в Монтевидео, Уругвай, апрель 1995.
- «Фернандо дель Пасо, штрихи к портрету» — Упоминание в документальном категории II Call Сценарии Национальный короткометражных фильмов и документальных проектов кино и телевидения, Мехико, июль 1995.
- «Башня» — первое место в Пятом фестивале и национальных ТВ-шоу и видео Р. Е. С., в городе Сан-Луис-Потоси, в категории художественной литературы и признание в 1995 документальные работы.
- «Голоса метро» — «Лучший документальный фильм» на III Международном фестивале правозащитного кино в Мехико (2007).